# Сергеев, Сергей Александрович (серийный убийца)
Серге́й Алекса́ндрович Серге́ев (укр. Сергій Олександрович Сергеєв, 21 июня 1964, Запорожье, Запорожская область, УССР, СССР — 25 августа 1988, там же) — советский серийный убийца. Летом 1987 года в Запорожье и Ялте убил троих и покушался на убийство ещё шести человек, на месте преступлений оставлял записки в адрес сотрудников правоохранительных органов. Также совершил ещё одно убийство в 1988 году в СИЗО уже после ареста. Расстрелян по приговору суда.

## Биография

### Детство и юность
Сергей Сергеев родился 21 июня 1964 года в Запорожье. Учился в Запорожской школе-интернате № 2. Будучи ещё несовершеннолетним, за хулиганство в возрасте 15 лет был осуждён к 1 году лишения свободы. После освобождения работал уборщиком в кинотеатре и фотографом Запорожского горбыткомбината. Состоял на учёте в психоневрологическом диспансере. Систематически конфликтовал с собственной матерью, которая однажды написала на него заявление в милицию. Сергеев в тот раз был задержан и доставлен в Жовтневый РОВД. По различным версиям, он либо сбежал оттуда, либо сумел доказать свою невменяемость.

### Убийства
Первое убийство совершил 27 июня 1987 года в Ялте. Познакомившись со студенткой Татьяной Новик из Ленинграда, он через несколько дней предложил ей выйти за него замуж. Когда та отказала ему, Сергеев в приступе гнева задушил её и скрылся, оставив на трупе записку: 
Прощай любимая, я скоро буду с тобой!
 Убийца был установлен уже на следующий день и объявлен во всесоюзный розыск. Позднее Сергеев часто оставлял на местах своих преступлений записки, а однажды оставил аудиокассету, в которой содержались различные угрозы и издевательства, направленные в адрес сотрудников милиции:
Люди мрут как мухи! <…> Куда вы смотрите, а? Я нахожусь возле вас! Всегда хожу возле вас, и никто меня не остановит! <…> Я постараюсь, чтобы вы меня по телевизору показали, потому что каждый день я буду убивать людей! Кто будет следующая жертва, а? Это знаю только я!!! <…> Когда милиция в округе искала, я за этим наблюдал и думал: кого бы ещё убить, а то что-то мало? <…> …в трамвай вскочил, в там народ смотрит, так я отвернулся. <…> Теперь будут дети! Продолжение следует!!! <…> Я буду убивать, убивать, убивать, чтоб люди боялись в округе меня!
29 июня Сергеев уже находился в Запорожье, где ворвался в приёмный пункт комбината надомного труда, располагавшегося на улице Дзержинского, и, убив приёмщицу Наталью Юрченко, похитил несколько меховых шапок и золотые украшения. В тот же день Сергеев, проникнув в квартиру своей бывшей девушки и застав там её нового парня, ножом нанёс им несколько ранений.
Перебравшись в Днепропетровскую область, Сергеев ранил заведующую фермой в Синельниковском районе, похитив также 650 рублей из колхозной кассы. После этого он некоторое время прятался в степи и сёлах. 9 июля 1987 года Сергеев вернулся в Запорожье. Ворвавшись в квартиру в одном из домов по улице Парамонова, Сергеев нанёс тяжёлые ранения 9-летней девочке Лене Новиковой. 10 июля 1987 года Сергеев пробрался в квартиру одного из домов по улице Горького и убил её 84-летнюю хозяйку Аллу Бойко. На месте убийства маньяк оставил кровью жертвы надпись «Люди мрут, как мухи». 12 июля он напал с ножом на двух подростков, купавшихся в водоёме возле села Юрьевка Приморского района, но им обоим удалось выжить.

### Арест, следствие и суд
В Запорожье началась паника. Для поимки убийцы были привлечены все сотрудники областных органов внутренних дел, военнослужащие внутренних войск, работники пожарной охраны и дружинники, была привлечена авиация. Группы добровольцев были созданы в 587 населённых пунктах Запорожской области. Руководителем операций по розыску Сергеева был начальник ГУВД Запорожья Александр Поляк. Операция успешно завершилась 17 июля 1987 года, Сергеев был обнаружен в районе совхоза «Мокрянка» и через некоторое время был арестован в лесопосадке у села Кринички. При аресте убийца попытался оказать сопротивление, кинувшись с ножом на сотрудников милиции, но был ранен в ногу одним из милиционеров.
Во время следствия Сергеев пытался избежать суда, имитируя невменяемость; с этой целью 11 марта 1988 года на прогулке, он убил в следственном изоляторе другого арестованного (А. А. Баранова) из больничной камеры, где содержался для проведения психиатрической экспертизы. Сергей Сергеев был приговорён к высшей мере наказания — смертной казни через расстрел. По официальным данным, приговор был приведён в исполнение 25 августа 1988 года. По свидетельству одного из работников обслуживающего персонала, лично общавшегося с Сергеевым в конце 1988 и начале 1989 года, это произошло во второй половине 1989 года в следственном изоляторе города Днепропетровск, куда Сергеев был этапирован из Запорожского следственного изолятора ранним утром. Также существует версия, что ещё до даты казни Сергеев был найден повешенным в камере.

## В массовой культуре
- Документальный фильм «Записки одержимого» из цикла «Следствие вели» (2013)[3]